# Jiuniang
El jiuniang, también llamado láozāo (醪糟) o jiāngmǐjiǔ (江米酒) es un plato dulce de la cocina china similar a una sopa o pudin hecho de arroz glutinoso fermentado y levadura. Fue desarrollado originalmente como subproducto en la elaboración de mijiu (un tipo de vino de arroz).
Aunque el jiuniang es parecido a un vino de arroz sin filtrar por contener un poco de alcohol, también incluye los granos de arroz enteros y a menudo se elabora con flores de olivo oloroso, en cuyo caso recibe el nombre de guihua jiuniang (桂花酒酿).
El jiuniang se sirve a menudo junto a un pequeño tangyuan sin rellenar durante el festival Dongzhi, una fiestas china de invierno dedicada a los ancestros. Cuando se sirve de esta forma se le llama jiuniang tangyuan (酒酿汤圆) o, con olivo dulce, guihua jiuniang tangyuan (桂花酒酿汤圆). Todos los tipos de jiuniang se comen típicamente con cuchara.
Es muy parecido al plato survietnamita llamado cơm rượu, que suele contener bolas de arroz. También se parece al sikhye coreano y al amazake japonés, si bien estos son menos espesos y se consideran bebidas más que sopas o budines.